# Cantón de Villars-sur-Var
El cantón de Villars-sur-Var era una división administrativa francesa que estaba situada en el departamento de Alpes Marítimos y la región de Provenza-Alpes-Costa Azul.

## Composición
El cantón estaba formado por diez comunas:
- Bairols
- La Tour
- Lieuche
- Malaussène
- Massoins
- Pierlas
- Thiéry
- Touët-sur-Var
- Tournefort
- Villars-sur-Var

## Supresión del cantón de Villars-sur-Var
En aplicación del Decreto n.º 2014-227 de 24 de febrero de 2014, el cantón de Villars-sur-Var fue suprimido el 22 de marzo de 2015 y sus 10 comunas pasaron a formar parte del nuevo cantón de Vence.